# Djelaludin Sharityar
Djelaludin Sharityar (Zadran, 15 de março de 1983) é um futebolista teuto-afegão que atua como volante. Atualmente está no Al-Hadd do Bahrein.
Sharityar é um dos poucos jogadores afegães que conseguiram jogar fora do futebol asiático, construindo sua carreira em clubes de menor expressão na Alemanha e clubes no Chipre.
Pela seleção afegã, Sharityar é constantemente convocado sendo umas das referencias na defesa. 